# Sargus
Genre
Sargus est un genre d'insectes diptères brachycères (= à antennes courtes) de la famille des Stratiomyidae. Le corps plat des adultes est étroit et allongé. Les ailes repliées au-dessus du corps peuvent dissimuler des couleurs vives.

## Liste des espèces
En Europe, selon Fauna Europaea (10 octobre 2021) :
- Sargus albibarbus
- Sargus bipunctatus
- Sargus cuprarius
- Sargus flavipes
- Sargus harderseni
- Sargus iridatus
- Sargus maculatus
- Sargus rufipes

En Amérique, selon ITIS (9 févr. 2015), beaucoup d'espèces sont aussi connues.